# Avlidna 2004
Detta är en lista över kända personer som har avlidit under 2004.

## Januari
- 1 januari – Mikko Juva, finsk ärkebiskop 1978–1982.
- 5 januari – Ewert Karlsson, EWK, tecknare.
- 7 januari – Ingrid Thulin, svensk skådespelare.
- 13 januari – Harold Shipman, brittisk läkare och seriemördare.
- 16 januari – Kalevi Sorsa, finländsk politiker.
- 17 januari
  - Czesław Niemen, 64, polsk sångare.
  - Tom Rowe, musiker.
- 22 januari – Ann Miller, amerikansk skådespelare, sångerska och dansare.
- 23 januari – Lennart Strand, 82, svensk medeldistanslöpare.
- 25 januari
  - Miklós Fehér, 24, ungersk fotbollsspelare.
  - Karin Ygberg, svensk operettsångerska.
- 26 januari – Svenolov Ehrén, svensk konstnär.
- 27 januari – Wiange Törnkvist, svensk skådespelare.
- 29 januari
  - Janet Frame, nyzeeländsk författare.
  - Bo Sehlberg, svensk journalist, fotograf och chefredaktör.

## Februari
- 2 februari
  - Alan Bullock, brittisk historiker (Adolf Hitler – en studie i tyranni).
  - Siri Olson, svensk skådespelare, sångerska och dansös.
- 3 februari – Keve Hjelm, svensk skådespelare och regissör (81 år).
- 13 februari – Zelimchan Jandarbijev, tjetjensk ex-president.
- 14 februari – Marco Pantani, italiensk tävlingscyklist.
- 15 februari – Hasse Ekman, svensk skådespelare och regissör (88 år).
- 16 februari – Jens Evensen, norsk havsrättsminister.
- 19 februari
  - Lakke Magnusson, svensk skådespelare.
  - Doris Troy, amerikansk soulsångerska.
- 21 februari – Stig Svensson, legendarisk ledare i Östers IF.
- 23 februari
  - Sikander Bakht, indisk politiker.
  - Don Cornell, amerikansk sångare.
  - Neil Ardley, engelsk författare och jazzmusiker.
- 25 februari – Elna Hallenberg Næss, norsk skådespelare.
- 26 februari
  - Shankarrao Chavan, indisk politiker.
  - Adolf Ehrnrooth, finländsk krigsveteran, general av infanteriet.
  - Boris Trajkovski, makedonisk president.
- 28 februari – Daniel Boorstin, amerikansk historiker, advokat och författare.

## Mars
- 2 mars
  - Berndt Egerbladh, svensk TV-profil och musiker.
  - Mercedes McCambridge, amerikansk skådespelare.
- 6 mars – Frances Dee, amerikansk skådespelare.
- 10 mars
  - Ulla-Carin Lindquist, 50, svensk SVT- och Rapport-medarbetare.
  - Olle Adolphson, 69, svensk kompositör och trubadur.
- 13 mars – Franz König, österrikisk kardinal.
- 16 mars – Jan Frank, 56, svensk militär.
- 18 mars – Richard Marner, brittisk skådespelare.
- 20 mars – Juliana av Nederländerna, nederländsk drottningmoder (94 år).
- 22 mars
  - Schejk Ahmad Yassin, grundare av Hamas.
  - Per-Olov Ahrén, svensk biskop.
- 28 mars – Peter Ustinov, brittisk skådespelare (83 år).
- 30 mars – Gunnar Johnson, svensk jazzbasist.

## April
- 4 april
  - Hans Bergström, svensk regissör och skådespelare.
  - Nikita Bogoslovskij, rysk kompositör.
- 17 april – Abd al-Aziz al-Rantissi, en av Hamas ledare.
- 19 april
  - Philip Locke, brittisk skådespelare.
  - Per Verner-Carlsson, svensk regissör.
- 21 april – Karl Hass, tysk SS-officer.
- 24 april – Estée Lauder, amerikansk kosmetikaföretagare.
- 29 april – Stig Synnergren, 89, svensk general, Sveriges överbefälhavare 1970–1978.

## Maj
- 9 maj
  - Brenda Fassie, sydafrikansk popmusiker.
  - Achmat Kadyrov, tjetjensk president.
- 10 maj – Orvar Bergmark, svensk fotbollsspelare och bandyspelare.
- 17 maj – Izz al-Din Salim, ordföranden i det irakiska styrande rådet.
- 18 maj
  - Elvin Jones, amerikansk jazztrumslagare.
  - Jørgen Nash, dansk författare, konstnär och rebell.
- 19 maj – E.K. Nayanar, indisk politiker.
- 24 maj – Victor Martyn, svensk illusionist.
- 27 maj – Umberto Agnelli, italiensk industriman, chef för Fiat.
- 29 maj – Archibald Cox, amerikansk åklagare.
- 31 maj – Lennart Hirschfeldt, svensk journalist.

## Juni
- 1 juni – Randi Brænne, norsk skådespelare.
- 3 juni – Sulamith Messerer, rysk ballerina.
- 5 juni
  - Claude Marchant, amerikansk-svensk koreograf och dansare.
  - Ronald Reagan, 93, amerikansk skådespelare och politiker, USA:s president 1981–1989.
  - Bengt Öste, 77, svensk journalist och nyhetsankare.
- 9 juni – Antonio Sousa Franco, portugisisk före detta finansminister och presidentkandidat.
- 12 juni – Bassam Qubba, irakisk vice utrikesminister.
- 13 juni – John Hedlund, svensk evangelist, journalist och författare ("korstågspastorn", "nalenpastorn").
- 16 juni – Thanom Kittikachorn, thailändsk militär 1963-1973, premiärminister.
- 17 juni
  - Jacek Kuron, polsk historiker, publicist och politiker.
  - Sara Lidman, 80, svensk författare.
- 18 juni – Abd al-Aziz al-Muqrin, saudisk al-Qaidaledare.
- 19 juni – Nikolai Gyrenko, rysk rasistexpert.
- 20 juni – Nabil al-Sahrawi, algerisk islamistledare.
- 21 juni – Leonel Brizola, brasiliansk politiker, ledare för Demokratiska arbetarpartiet.

## Juli
- 1 juli – Marlon Brando, 80, amerikansk skådespelare.[1]
- 3 juli – Vivianna Torun Bülow-Hübe, svensk silversmed.
- 5 juli – Pierre Fränckel, svensk skådespelare, regissör, producent och teaterchef.
- 6 juli – Thomas Klestil, österrikisk president.
- 8 juli – Sven Thunman, svensk ishockeyspelare.
- 9 juli – John Walton, sportchef Minardi.
- 11 juli – Carl-Ivar Nilsson, svensk skådespelare.
- 12 juli – Gunnar Brusewitz, svensk konstnär och författare.
- 13 juli
  - Pierre Fränckel, svensk skådespelare och regissör.
  - Arthur "Killer" Kane, basist i punkbandet New York Dolls.
- 15 juli
  - Martin Ardbo, f.d. Boforschef.
  - Charles Sweeney, amerikansk bombplanspilot.
- 16 juli – George Busbee, amerikansk demokratisk politiker, guvernör i Georgia 1975–1983.
- 17 juli – Robert E. Smylie, amerikansk republikansk politiker, guvernör i Idaho 1955–1967.
- 21 juli
  - Jerry Goldsmith, amerikansk filmmusikkompositör.
  - Edward B. Lewis, amerikansk genetiker, nobelpristagare i medicin 1995.
- 26 juli
  - Göran Karlsson, svensk affärsman, Gekås grundare.
  - Carl Lidbom, 78, svensk socialdemokratisk politiker, handelsminister 1975–1976, ambassadör i Paris 1982—1992.
- 28 juli
  - Sir Francis Crick, brittisk forskare, DNA-spiralens upptäckare.
  - Irvin Shortess Yeaworth Jr., amerikansk filmregissör.
- 30 juli
  - Vivica Bandler, finländsk teaterregissör, manusförfattare och teaterchef.
  - György Vízvári, ungersk vattenpolospelare.
- 31 juli – Laura Betti, italiensk filmskådespelare.

## Augusti
- 1 augusti – Willy Maria Lundberg, svensk journalist.
- 2 augusti
  - Gunnar Grandin, svensk militär.
  - Henri Cartier-Bresson, fransk fotograf.
- 4 augusti – Eivor Landström, svensk skådespelare och teaterkonsulent.
- 6 augusti
  - Walter Jagbrant, svensk bandyprofil.
  - Rick James, amerikansk funkmusiker.
- 8 augusti – Fay Wray, kanadensisk-amerikansk skådespelare.
- 11 augusti – Bjarne Andersson, svensk längdåkare.
- 13 augusti
  - Humayun Azad, bangladeshisk författare.
  - Shane Ballard, amerikansk skådespelare och kompositör, medlem av bandet Facetious 1998–2002
- 14 augusti – Czesław Miłosz, polsk författare och nobelpristagare.
- 15 augusti
  - Sune Bergström, svensk biokemist, professor, nobelpristagare.
  - Amarsinh Chaudhary, indisk politiker.
- 16 augusti – Ivan Hlinka, tjeckisk ishockeyspelare, förbundskapten i ishockey.
- 18 augusti
  - Elmer Bernstein, amerikansk kompositör och arrangör av filmmusik.
  - Hiram Fong, amerikansk republikansk politiker, senator 1959–1977.
- 22 augusti
  - Al Dvorin, Elvis Presley-presentatör.
  - Ota Šik, tjeckisk nationalekonom och politiker.
- 25 augusti – Anna Kristina Kallin, svensk skådespelare och sångerska.
- 26 augusti
  - Lasse Larsson, keyboardist i dansbandet Streaplers.
  - Laura Branigan, amerikansk sångerska.
- 30 augusti – Fred L. Whipple, amerikansk astronom.
- 31 augusti – Carl Wayne, brittisk popsångare.

## September
- 2 september – Billy Davis, amerikansk låtskrivare och skivproducent.
- 7 september
  - Lennart Lindberg, svensk skådespelare.
  - Eberhard Gwinner, tysk ornitolog.
- 8 september
  - Richard Butler, amerikansk extremistledare.
  - Bror Mellberg, svensk fotbollsspelare och affärsman.
  - Ulf Schenkmanis, svensk radio- och TV-programledare.
  - Frank Thomas, amerikansk animationsregissör, animatör och manusförfattare.
- 10 september
  - Brock Adams, 77, amerikansk demokratisk politiker.
  - Ernie Ball, 74, amerikansk gitarrsträngmakare.
  - Harry Nikander, 47, finländsk ishockeyspelare.
- 11 september
  - Fred Ebb, amerikansk sångtextförfattare, manusförfattare, kompositör och filmproducent.
  - Patriark Petrus VII av Alexandria, 55, grekisk-ortodox patriark av Alexandria.
- 14 september – Ove Sprogøe, dansk skådespelare.
- 15 september
  - Johnny Ramone, amerikansk musiker.
  - Gunilla Söderström, svensk operasångerska.
- 16 september – Izora Armstead, amerikansk popartist.
- 17 september – Margareta Wadstein, svensk DO.
- 18 september
  - Norman F. Cantor, amerikansk medeltidshistoriker.
  - Russ Meyer, amerikansk regissör, producent, fotograf och manusförfattare.
  - Marvin Mitchelson, amerikansk skilsmässoadvokat i Hollywood.
- 19 september
  - Eddie Adams, 71, amerikansk fotojournalist.
  - Skeeter Davis, amerikansk countrysångerska.
  - Ellis Marsalis Sr, 96, amerikansk medborgarrättskämpe.
  - Line Østvold, 25, norsk snowboardåkare.
- 20 september – Brian Clough, engelsk fotbollsspelare och manager.
- 23 september – Roy Drusky, 74, amerikansk countryartist.
- 24 september – Françoise Sagan, 69, fransk författare.
- 25 september – Marvin Davis, 79, amerikansk oljemagnat.
- 26 september – Natik Hashim, 44, irakisk fotbollsspelare och -tränare.
- 28 september – Scott Muni, 74, amerikansk radioman.
- 29 september
  - Christer Pettersson, 57, huvudmisstänkt för Palmemordet.
  - Heinz Wallberg, 81, tysk dirigent.

## Oktober
- 1 oktober – Richard Avedon, 81, amerikansk fotograf.
- 3 oktober – Janet Leigh, 77, amerikansk skådespelare.
- 4 oktober – Gordon Cooper, 77, amerikansk astronaut.
- 5 oktober
  - Rodney Dangerfield, amerikansk skådespelare och ståuppkomiker.
  - Bashir ad-Dabbash, 38, Islamiska jihads högste ledare (mördad).
- 6 oktober – Johnny A Kelley, 97, amerikansk löparlegend.
- 7 oktober – Gun Arvidsson, svensk skådespelare, teaterregissör och teaterpedagog.
- 8 oktober
  - Jacques Derrida, 74, fransk filosof.
  - Malcolm Summers, 80, ögonvittne till mordet på John F. Kennedy.
- 9 oktober – Apoena Meireles, 55, brasiliansk urbefolkningsexpert .
- 10 oktober – Christopher Reeve, 52, amerikansk skådespelare.
- 16 oktober – Pierre Salinger, 79, amerikansk journalist, presidenterna John F. Kennedys och Lyndon B. Johnsons pressekreterare.
- 18 oktober – Koose Muniswamy Virappan, 60, indisk bandit (mördad).
- 19 oktober – Paul Nitze, 97, amerikansk statsman.
- 23 oktober – Robert Merrill, 85, amerikansk operasångare.
- 24 oktober
  - James A Hickey, 84, amerikansk kardinal.
  - Håkan Ahlström, 43, svensk musiker och låtskrivare.
- 25 oktober – John Peel, brittisk discjockey och radioman.
- 27 oktober – Leif Hedenberg, svensk skådespelare och regissör.
- 29 oktober – Prinsessan Alice, 102, brittisk kunglighet, Drottning Elizabeth II:s ingifta faster.

## November
- 1 november – Lord Hanson, 82, brittisk industriman.
- 1 november – Mac Dre, 34, amerikansk rappare (mördad).
- 2 november – Theo van Gogh, 47, nederländsk filmskapare (mördad).
- 3 november – Sergei Zholtok, 31, lettisk ishockeyspelare.
- 6 november – Claudinei Resende, 26, brasiliansk fotbollsspelare (mördad).
- 7 november
  - Lars Hillersberg, 67, svensk konstnär.
  - Howard Keel, 85, amerikansk musikalartist.
- 9 november
  - Emlyn Hughes, 57, engelsk fotbollsspelare.
  - Stieg Larsson, 50, svensk journalist och författare, chefredaktör för Expo och en av stiftelsens grundare[2].
- 11 november – Yassir Arafat, 75, palestinsk ledare och politiker.
- 13 november
  - Ol' Dirty Bastard, eg. Russell Jones, amerikansk rappare, medlem i Wu-Tang Clan.
  - Harry Lampert, 88, amerikansk serietecknare och författare.
- 17 november
  - Gerty Bernadotte af Wisborg, 94, grevinna.
  - Mikael Ljungberg, 34, svensk brottare (självmord).
  - Alexander Ragulin, 63, sovjetisk ishockeyspelare.
- 18 november
  - Robert Bacher, amerikansk kärnfysiker.
  - Cy Coleman, 75, amerikansk jazzmusiker och musikalkompositör.
- 19 november – Terry Melcher, 62, amerikansk kompositör, låtskrivare och producent.
- 23 november – Lars-Magnus Lindgren, svensk regissör och manusförfattare.
- 24 november – Larry Brown, 53, amerikansk författare.
- 25 november
  - Arthur Hailey, 84, bahamansk författare.
  - Ed Paschke, 65, amerikansk konstnär.
- 26 november – Philippe de Broca, fransk regissör och manusförfattare.
- 27 november – Gunder Hägg, 85, svensk löparlegend.
- 28 november
  - Marianne Nielsen, svensk skådespelare.
  - Enok Sarri, samisk väderspåman.
- 29 november – John Drew Barrymore, 72, amerikansk skådespelare.

## December
- 1 december – Bernhard av Nederländerna, 93, prins.
- 2 december
  - Bertil Perrolf, 87, svensk radioman.
  - Alicia Markova, brittisk ballerina.
- 3 december – Anders Thunborg, 70, svensk socialdemokratisk politiker, försvarsminister 1983–1985 och FN-ambassadör 1977–1983.
- 7 december – Carlos Meza, 26, colombiansk boxare.
- 8 december – Dimebag Darrell, 38, amerikansk gitarrist i Damageplan och forna Pantera (mördad).
- 9 december – Jerry Scoggins, 93, amerikansk countrysångare.
- 11 december – José Luis Cuciuffo, 43, argentinsk fotbollsspelare.
- 12 december – Herbert Dreilich, 62, tysk rockmusiker (sångare och gitarrist i Karat).
- 13 december – Tom Turesson, 62, svensk fotbollsspelare.
- 14 december – Fernando Poe Jr, 65, filippinsk filmstjärna, politiker och presidentkandidat 2004.
- 16 december – Agnes Martin, amerikansk konstnär inom minimalismen.
- 19 december
  - Herbert C Brown, amerikansk nobelpristagare i kemi.
  - Renata Tebaldi, italiensk sopran.
  - Abdul Tebazalwa, ugandisk boxare.
- 21 december – Lennart Bernadotte, 95, greve av Wisborg.
- 23 december – Lena Malmsjö, svensk dansare, produktionsledare och rektor.
- 25 december – Nripen Chakroborthy, indisk politiker.
- 26 december
  - Charles Biederman, amerikansk konstnär.
  - Kristina Fröjmark, svensk dokusåpadeltagare.
  - Mieszko Talarczyk, svensk sångare i rockbandet Nasum.
  - Otto Rydbeck, svensk advokat.
  - Sir Angus Ogilvy, make till prinsessan Alexandra av Storbritannien.
- 27 december
  - Kenneth Rosén, svensk fotbollstränare, Gefle IF.
  - Hank Garland, amerikansk gitarrist.
- 28 december
  - Susan Sontag, amerikansk författare.
  - Jerry Orbach, amerikansk skådespelare.
- 30 december – Artie Shaw, amerikansk jazzmusiker, kompositör och orkesterledare.